# Ніхонґа

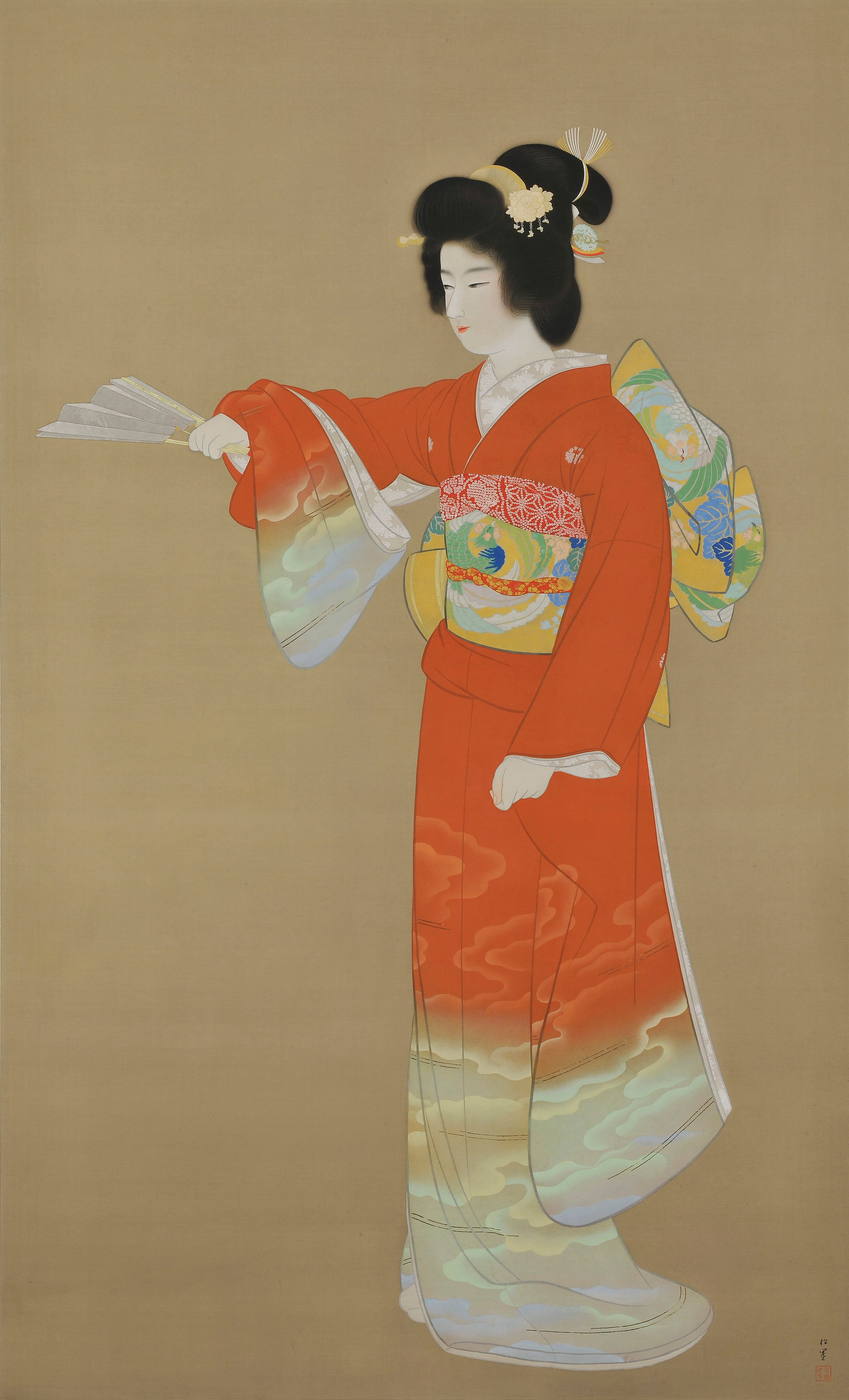
Прелюдія танцю Но, Шьоен Уемура

Ніхонґа (яп. 日本画 "картини в японському стилі") – живопис Японії кінця XIX - початку XXI століть, який, переважно, ґрунтується на традиційних японських художніх традиціях, техніках і матеріалах. Незважаючи на те, що він заснований на традиціях, які налічують понад тисячу років, цей термін був придуманий у період Мейдзі, щоб відрізняти традиційні картини від робіт у західному стилі йоґа (яп. 洋画).

## Історія
Доба Мейдзі (яп. 明治時代), що тривала з 1868 по 1912 роки – незвичайний історичний період радикальних змін і сміливих реформ. У цей період за дуже короткий проміжок часу закрита феодальна Японія вийшла із самоізоляції і стала великою світовою державою. Країна Вранішнього Сонця перетворилася на освічену державу.
Це не могло не позначитися на мистецтві, адже Японія перейняла багато досягнень і досвід Заходу. У той час було відзначено поділ мистецтва на конкуруючі європейський і традиційний стилі. Уряд офіційно просував західний стиль йоґа (яп. 洋画), де художники наслідували і брали техніки з західного стилю.
Безліч молодих перспективних художників були відправлені за кордон на навчання, а іноземні художники приїжджали до Японії для розробки шкільної програми з мистецтва.
Після початкового сплеску ентузіазму щодо західного мистецтва маятник хитнувся у протилежний бік. Почалося відродження інтересу до традиційного японського стилю ніхонґа.
Натхненниками ніхонґа стали мистецтвознавець Окакура Какудзо та педагог Ернест Феноллоза. Вони зіграли важливу роль у розробці навчальних програм ніхонґа для основних художніх шкіл й активно заохочували художників.
У 1880 році в Кіото відкрилася перша японська школа живопису. У ній велося навчання і ніхонґа, і йоґа.
Вже в 1896 році була створена Косо Кьокай – Асоціація живопису.
Протидія стилю йоґа набувала все більше прихильників, і в 1884 році в Токіо було створено Кангакай – Товариство заохочення живопису. У 1887 році за його підтримки й за ініціативи Окакура Какудзо та Ернеста Феноллоза була відкрита Токійська школа витончених мистецтв, яка фактично розділила йоґа та ніхонґа і розробила принципи останньої.
Ніхонґа була не просто продовженням старих мальовничих традицій. У порівнянні з Ямато-е було розширено коло предметів і технік. Крім того, були змішані стилістичні та технічні елементи з декількох традиційних шкіл, таких як Рімпа, Кано і Маруяма Окьо. А відмінності, які існували серед шкіл у період Едо, були зведені до мінімуму.
У багатьох випадках художники ніхонґа також перейняли реалістичні методи західного живопису, такі як перспектива і затінення. В даний час із-за асиміляції технік і матеріалів ці два напрямки стало складно відокремлювати один від одного.
Дедалі частіше будь-яка картина, створена традиційними методами та матеріалами, розглядається як ніхонґа. 
Незважаючи на це роботи в стилі ніхонґа виставляються окремою секцією в рамках щорічних виставок у Японській академії мистецтв.

## Матеріали
У ніхонґа зазвичай використовують японський папір (ваші) або шовк (егіну). 
Картини можуть бути як монохромними, так і поліхромними. 
У монохромному варіанті зазвичай використовуються китайські чорнила (сумі), зроблені з сажі, змішаної з клеєм з риб'ячої кістки або шкіри тварини. 
У поліхромному варіанті пігменти отримують з натуральних компонентів: мінералів, раковин, коралів і, навіть, напівдорогоцінного каміння, таких як малахіт (для зеленого кольору), азурит (для блакитного кольору) і кіновар (для червоного кольору). Сировина подрібнюється у 16 градацій: від дрібної до піщаної текстури. Як сполучна речовина для цих порошкоподібних пігментів використовується розчин для клею, званий нікава. В обох випадках використовується вода, і отже, ніхонґа насправді є видом акварелі. 
Гофун (порошкоподібний карбонат кальцію, який виготовляється з в'ялених раковин устриць, молюсків або морських гребінців) є важливим матеріалом, використовуваним в ніхонґа. Різні види гофун використовуються в якості ґрунту, для підфарбовування і в якості тонкого білого верхнього кольору.
Спочатку, ніхонґа виготовлялися для настінних (какемоно) і ручних сувоїв (емакімоно), а також для розсувних дверей (фусума) і японських ширм. Однак в наш час більшість ніхонґа створюється на папері, натягнутому на дерев'яні панелі, придатному для обрамлення. Картини ніхонґа не потрібно ставити під скло – вони можуть зберігати малюнок протягом тисячоліть.

## Методи
У монохромному ніхонґа методика залежить від модуляції тонів чорнил від темних до світлих, для отримання різних відтінків: від майже білого до чорних, а й іноді до зеленуватих тонів, для позначення дерев, води, гір або листя. 
У поліхромному ніхонґа велика увага приділяється наявності або відсутності контурів. Як правило, контури не використовуються для зображення птахів або рослин. Іноді для досягнення контрастних ефектів використовується розведення чорнил і нашарування пігментів, а також, іноді на картину наноситься сусальне золото або срібло. 
У живописців ніхонґа не було ніяких обмежень ні за сюжетами, ні по технічному виконанню. Як правило, це декоративний, найчастіше барвистий живопис з удосконаленими візуальними ефектами, без особливо глибокого змісту, але з витонченою формальної красою.

## Ознаки стилю
- Природні відтінки:

Чорнила виготовляються з натуральних компонентів.
- Золото та срібло:

Використовують сусальне золото та срібло.
- Шовк та папір:

Японський папір (ваші) або шовк (егіну).
- Простір.

- Мазки пензлем:

У той час як йоґа уникає чітких контурів, мистецтво японської традиції відображає творче уявлення реальності, а не її відтворення на папері.
- Традиційні та національні теми:

При зародженні ніхонґа був свідомо націоналістичним. Школи та асоціації, які навчали і пропагували новий стиль японського мистецтва, також заохочували включення традиційних японських тем.

## Представники
- Кокей Кобаяші
- Маеда Сейсон
- Тессай Томіока
- Шьоен Уемура
- Гьокудо Каваі
- Хякусуй Хірафуку
- Рюші Кавабата
- Мисао Йокояма
- Ірі Марукі
- Мэйджі Хашимото
- Сінсуй Іто
- Хошюн Ямагучі
- Кайі Хігашіяма
- Тацуо Такаяма